# Charles Sturt

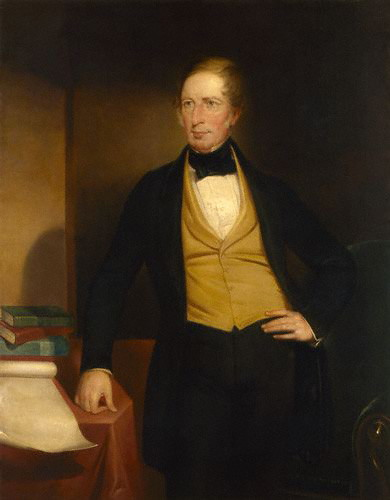
Charles Sturt 1849

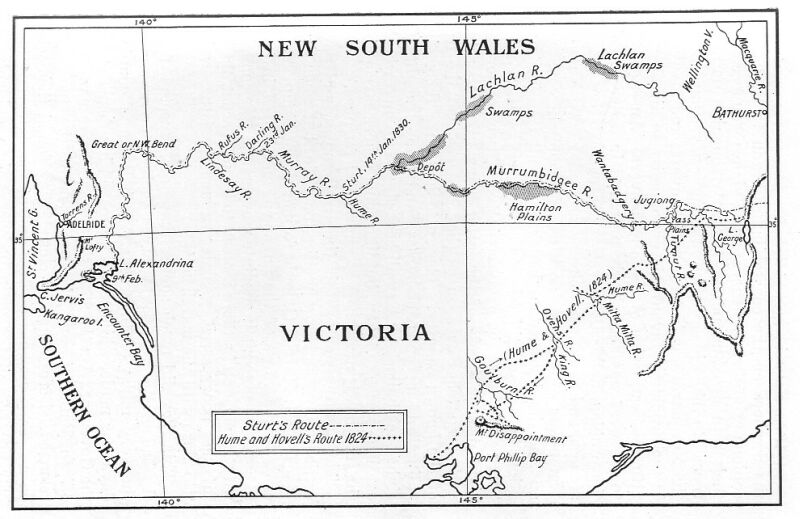
Die Route von Sturt im Jahre 1829, erkennbar an der gestrichelten Linie

Charles Sturt (* 28. April 1795 in Indien; † 16. Juni 1869 in Cheltenham, England) war ein britischer Kapitän und Entdecker.

## Leben und Wirken
Charles Sturt kam im Alter von 5 Jahren nach England, wuchs dort auf, erhielt seine Offiziersausbildung und nahm als britischer Offizier an einigen bewaffneten Auseinandersetzungen teil. Nach einem Gefangenentransport nach New South Wales im Jahr 1826 erreichte er im Sept. 1827 Sydney. Dort wurde er zum Militärsekretär des Gouverneurs und zum Major der Brigade der Garnison ernannt. Im November 1828 erhielt Sturt die Genehmigung, dem Macquarie River folgend ein im Zentrum Australiens vermutetes Süßwassermeer zu entdecken. Dabei entdeckte er, dem Macquarie River folgend, Anfang 1828 den Darling River.
Im November 1829 beauftragte der Gouverneur von New South Wales, Sir Ralph Darling, Sturt mit einer Expedition mit demselben Ziel, wobei er entlang des Murrumbidgee River einen größeren Fluss entdeckte, dem er, zu Ehren des Vorstandes des Colonial Departments, Sir George Murray, den Namen Murray River gab. Den Murray River folgend gelangte er anschließend zum Lake Alexandrina. Dies Expedition kehrte nach großen Strapazen im Mai 1830 nach Sydney zurück.
1831 veröffentlichte er einen Bericht über seine beiden Reisen und erhielt nach zahlreichen Petitionen an das Kolonialamt die Zusage, 5000 Acres (2024 ha) in New South Wales zu erhalten, unter der Bedingung, dass er seine Kommission verkaufte und auf alle anderen Rechte aus seinem Militärdienst verzichtete. Am 20. September 1834 heiratete er Charlotte Greene, die Tochter eines alten Familienfreundes.
Von August 1844 bis Dezember 1845 unternahm er gemeinsam mit John McDouall Stuart und 15 weiteren Begleitern eine weitere große Reise. Die Expedition war ausgestattet mit einem Dutzend Pferden, 30 Ochsen, 200 Schafen, vier Wagen und einem zerlegbaren Boot. Sturt entdeckte dabei den Cooper Creek und drang nordwestlich bis fast in das Zentrum des australischen Kontinents vor. Statt des vermuteten Süßwassermeeres fand er nur wüstes und trockenes Land vor.
Seine ersten beiden Reisen beschrieb er in Two explorations into the interior of Southern Australia etc. (London 1833, 2 Bände), die dritte in Narrative of an expedition into Central Australia etc. (London 1848, 2 Bände).
Nach ihm sind die 1989 gegründete Charles Sturt University, Sturts Steinige Wüste, die Tirari-Sturt-Steinwüste und der Heckraddampfer Captain Sturt benannt.

## Ehrungen
- 1994 Australien, 5-Dollar-Gedenkmünze, 35,79 g, 39 mm, Münzstätte Canberra, Auflage: 18.312 Stück